# パラメトリック・スピーカー

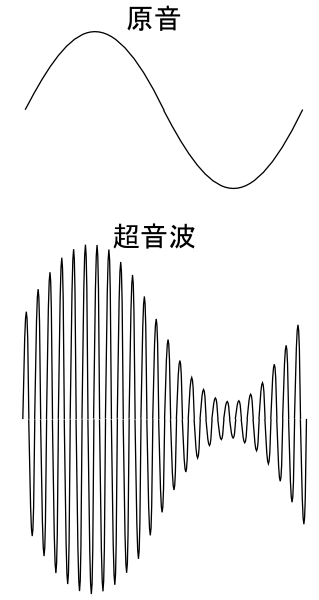
パラメトリック・スピーカーの波形 上の原音に超音波の変調をかけたものが下。包絡線がそのまま原音となる。

パラメトリック・スピーカーは、超音波を使うことで鋭い指向性を持たせることができる音響システムである。特定の狭い範囲にいる人に選択的に音を流すことができるため、様々な応用が期待される。
「オーディオ・スポットライト」(Audio Spotlight)や「ハイパーソニック・サウンド」(Hypersonic Sound System, HSS）とも呼ばれる。

## 原理
パラメトリック・スピーカーには、大きく分けて２つのタイプが存在する。ひとつは、2つの超音波の周波数のずれを用いた方法で、一定の周波数を持つ超音波と周波数変調(FM)をかけた超音波を同時に発生させて、超音波の交差する空間に可聴域の音を再生する方法である。2つの超音波の周波数差のうなりを聞くことができる。
もうひとつの方法は、超音波に振幅変調(AM)、DSB変調、SSB変調、PWM変調などをかける方法である。約110dbを超える強力な音圧で変調された超音波を発生させると、空気中を超音波が伝播する際の「非線形特性」により、可聴音が出現する。「非線形特性」で生じた可聴音は、ひずみが多いのが特徴である。そのため、製品化されたパラメトリック・スピーカーでは、ひずみを軽減するためにDSPによる信号処理を行っているものがある。
「非線形特性」とは、空気分子が圧縮されるときよりも、圧縮が元に戻るときのほうが時間がかかることが原因となっている。超音波に限らず、空気中を伝播する振動は、空気分子集団の濃淡が伝播することに起因する。音圧が高く、周波数が高い場合、圧縮されて戻りきらない空気分子に、後から来た空気分子が衝突すると衝撃波が生じて、可聴音となる。振動の周波数が高くなると空気の粘性により「非線形特性」は顕著になる傾向がある。
一般的な超音波スピーカー＝トランスデューサーは、単体では約60～70度の指向性しか持たないが、トランスデューサーを平面に複数個並べ、パラメトリック・アレイを構成すると、指向性が非常に鋭くなる。超音波の直進性と、複数個並べるパラメトリック効果により、パラメトリックスピーカーは、超指向性と耳元から音が聞こえてくるという特性を持つ。
超音波トランスデューサーは、28kHz、40kHz、60kHzといった汎用品が利用されることが多いが、専用の超音波トランスデューサーを使った製品Audio Spot Lightも存在する。
超音波トランスデューサーを複数個ならべたユニットを一般的には、パラメトリック・スピーカーと呼んでいる。パラメトリック・スピーカーからは数度の角度で超音波が発生され、その後もほぼ一直線に進む。周囲への音の広がりが極めて少ない。壁で反射させられるため、さらに新たな効果も期待される。

## 応用
特定の狭い範囲にいる人に選択的に音を流すことができるため、アミューズメント施設などに利用されている。今後価格が下がれば、美術館や水族館、博物館への導入や交通案内などでの利用が期待される。
日本では京都の「清水寺」入口の入場案内に使用されているのが有名である。
害獣忌避装置として農作物への被害を低減するために開発が進められる。
車や飛行機で、それぞれの座席でイヤホン等を利用せずに、別々の音楽鑑賞を可能にするための開発が進められている。
軍事での利用はすでに行われている（音響兵器を参照）。

## 製品
最初のパラメトリック・スピーカーは1970年の大阪万博において松下館で披露された。
製品としては1998年に「Audio Spotlight（オーディオ・スポットライト）」という商標で登場した。
三菱電機エンジニアリングは、2003年に「超指向性音響システム「ここだけ」」という商標で日本国内で販売を開始した
。